# Ассамская летяга
Ассамская летяга (лат. Biswamoyopterus biswasi) — вид млекопитающих из семейства летяг семейства беличьих. Эндемик штата Аруначал-Прадеш на северо-востоке Индии, где известна по единственному образцу, добытому в национальном парке Намдапха в 1981 году. Нет возможности оценить численность ассамской летяги, но известная среда обитания — горные джунгли из мезы железной (Mesua ferrea), в основном на склонах холмов в водосборе реки Дихинг (особенно на западном склоне холмов Паткай) на северо-востоке Индии.
Она была единственным представителем рода Biswamoyopterus до описания Biswamoyopterus laoensis в 2013 году. В 2018 году Цюань Ли из Куньминского зоологического института Китайской академии наук обнаружил новую летягу из этого же рода, изучая образцы из своей коллекции. Он назвал её Biswamoyopterus gaoligongensis, в честь гор Гаолигун, на которых она была обнаружена.

## Описание
У ассамской летяги красноватый мех с «проседью» на спине. Её макушка бледно-серая, летательная перепонка оранжево-коричневая, брюшная сторона белая.
Щёчные зубы ассамской летяги простые, а резцы не пигментированы. В слуховых буллах множество перегородок, в том числе в виде сот с 10-12 ячейками.
Длина головы и туловища 40,5 см (15,9 дюйма), а длина хвоста 60 см (24 дюйма). Длина стопы 7,8 см (3,1 дюйма), а уха 4,6 см (1,8 дюйма).
Научное название присвоено в честь индийского орнитолога Бисвамоя Бисваса (1923—1994).

## Охранный статус
Ассамская летяга занесена в список находящихся под угрозой исчезновения по МСОП. Она известна по единственному экземпляру, добытому в 1981 году в национальном парке Намдапха. Ареал ассамской летяги может быть ограничен одной долиной, и ей угрожают браконьеры, добывающие животных ради мяса в пределах парка и, возможно, разрушение среды обитания. Это один из 25 «наиболее разыскиваемых потерянных» видов, которые находятся в центре внимания инициативы «Поиск потерянных видов» Всемирного фонда охраны дикой природы.
Есть несколько более поздних сообщений о наблюдениях ассамской летяги туристами и местными исследователями, но обзор учёных, специализирующихся на белках-летягах, показал, что большинство этих наблюдений — если не все — были ошибочными. За ассамскую летягу принимались представители других, более распространенных видов, которые встречаются в национальном парке Намдапха, особенно довольно похожая на нее гигантская летяга (Petaurista petaurista).